# 콜드플레이
콜드플레이(영어: Coldplay)는 1996년 영국 런던 UCL에서 결성된 얼터너티브 록 밴드이다. 밴드의 멤버는 그룹의 보컬이자 피아니스트, 기타리스트인 크리스 마틴, 리드 기타리스트 조니 버클랜드, 베이스 가이 베리먼, 그리고 드러머와 기타 악기 연주를 맡은 윌 챔피언이다. 콜드플레이는 싱글 Yellow를 냈을 때부터 알려지기 시작했으며, 그 뒤에 2000년 발표한 데뷔 앨범 Parachutes로 머큐리상을 수상했다. 이후 2002년에 발표한 다음 앨범 A Rush of Blood to the Head는 NME가 선정한 올해의 앨범상 등 여러 상을 받았다. 이후에 나온 앨범 X&Y는 2005년에 발표되었으며, 그 전의 앨범만큼은 아니지만 상당한 호평을 받았다. 밴드의 네 번째 스튜디오 앨범인 Viva la Vida or Death and All His Friends는 2008년 발표되었다. 이 앨범은 프로듀서 브라이언 이노가 참여했으며 역시 호의적인 평을 많이 받았다. 또한, 이 앨범으로 여러 개의 그래미 상을 수상했다. 콜드플레이는 현재까지 7500만 장의 앨범을 팔았다.
초기 콜드플레이는 라디오헤드(Radiohead)나 제프 버클리(Jeff Buckley), U2, 또는 트래비스(Travis)에 비교되곤 했다. 앨범 Parachutes 이후, 그들은 다양한 여러 밴드에서 영향을 받았다. A Rush of Blood to the Head 앨범 같은 경우는 에코 & 더 버니멘(Echo & the Bunnymen), 케이트 부시(Kate Bush), 그리고 조지 해리슨(George Harrison)에게서 영향을 받았다. X&Y의 경우에는 조니 캐시와 크라프트베르크[(Kraftwerk)], 그리고 블러(Blur)에게서 많은 영향을 받았다. 2008년 앨범 Viva la Vida는 아케이드 파이어(Arcade Fire)와 마이 블러디 밸런타인(My Bloody Valentine)에게서 영향을 받았다. 콜드플레이는 사회와 정치적으로 활발한 기여를 많이 해왔는데, 옥스팸(Oxfam)에서 시작한 Make Trade Fair 캠페인이나 국제 앰네스티에 관련하여 활동한 경력이 있다. 또한, 콜드플레이는 기부 밴드 20(Band Aid 20), 라이브 8(Live 8), 사운드 릴리프(Sound Relief) 그리고 10대 청소년 암 자선단체 등에 자선기금을 모으고자 공연하기도 했다.

## 역사

### 결성과 초기 시절(1996년-1999년)
밴드 멤버들은 런던 대학교, UCL(유니버시티 칼리지 런던)에서 1996년 9월에 만나게 되었다. 크리스 마틴과 조니 버클랜드가 신입생 환영회 때 처음 만나 밴드를 결성했고, 둘은 대학시절 동안 Pectoralz라는 인디 밴드의 멤버로 활동하면서 메이저 밴드 결성에 대해 계획했다. 이후 친구였던 가이 베리먼이 밴드에 참가하게 되었다. 1997년, 밴드는 영국 캠든에서 프로모션을 위해 작은 클럽에서 공연을 했다. 이때 밴드는 이름을 Starfish로 바꾼 상태였다. 크리스는 그의 오랜 친구이자 옥스포드에서 함께 공부했던 필 하비를 밴드의 매니저로 영입한다. 이때까지 그들은 필 하비를 밴드의 다섯 번째 멤버로 영입할지 고민하고 있었다고 한다.
밴드의 구성은 윌 챔피언이 드럼과 그 외의 타악기 일을 맡으면서 끝나게 되었다. 윌은 어렸을 때부터 피아노, 기타, 베이스, 그리고 피리 등을 연주해왔는데, 드럼을 맡게 되면서 처음으로 드럼 연주를 배우게 되었다. 밴드는 같은 이름으로 활동하던 중 동향 친구인 팀 크롬턴의 조언을 받아 지금의 밴드명인 "콜드플레이"로 정하게 되었다.
1998년, 밴드는 앨범 Safety EP을 500장 발매하게 되었다. 대부분의 앨범은 레코드 회사와 친구들에게 주었으며, 단 50장만이 시장에 나왔을 뿐이었다. 12월, 콜드플레이는 인디펜던트 레이블의 피어스 판다(Fierce Panda)와 계약했다. 그들의 첫 번째 싱글은 3개의 트랙이 들어간 Brothers and Sisters EP로, 1999년 2월 4일에 녹음했던 앨범이다.
1999년 봄, 콜드플레이는 팔로폰(Parlophone)과 5개의 앨범 계약을 하게 되었다. 글래스턴베리(Glastonbury)에서 처음으로 모습을 보인 후, 밴드는 그들의 세 번째 싱글인 The Blue Room을 녹음했다. 이 앨범은 5000여 장 만들어져 10월에 발매되었다. 앨범에 수록되었던 곡 'Bigger Stronger'는 라디오1에서 방송되었고, 콜드플레이의 존재를 세상에 드러내는 계기가 되었다. 그러나 The Blue Room 앨범의 녹음 도중에 밴드 내에서는 소동이 있었다. 크리스 마틴은 윌 챔피언을 밴드에서 탈퇴시켰다가 후에 다시 돌아오라고 간청했으며 죄책감에 술잔치를 벌이는 등 여러 일이 있었다. 결국, 밴드는 멤버들 간 서로 차이점을 인정하고 밴드가 흔들리지 않도록 암묵적인 규칙을 정하게 되었다. 첫 번째로 밴드는 '모든 것은 개개인을 위해서'라는 방식을 선언했다. 콜드플레이는 유투(U2)나 알이엠(R.E.M.)이 그러했듯, 공평하게 모든 수익을 공정하게 분배받을 것이며 두 번째로 밴드는 마약을 사용하거나 하는 멤버가 있으면 당장 탈퇴시키겠다는 것이었다.

### Parachutes (1999-2002)
1999년 3월, 콜드플레이는 프로듀서 켄 넬슨과 함께 Rockfield Studios에서 그들의 데뷔 앨범을 녹음한다. 그들은 Carling Tour(NME 투어)에서 공연을 하기도 했다. 3개의 싱글을 냈음에도 히트곡이 없었던 밴드는 이때 싱글 Top 40 차트에 Shiver을 올리게 된다. 2000년 3월에 발매된 이 앨범은 영국 싱글 차트에서 35위에 기록되었으며 MTV에 처음 소개되는 계기가 되었다. 2000년 6월은 밴드에 있어 매우 중요했던 시기였다. 이 시기에 그들은 처음으로 메인 밴드로서 투어 공연을 돌게 된다. 이후 그들은 싱글 "Yellow"를 발매하며 명성을 얻게 되었다. {{출처|이 곡은 영국의 싱글 차트에서 4위에 올랐다.
2000년 7월 콜드플레이는 정규 앨범 Parachutes를 발매했다. 이 데뷔 앨범은 영국 앨범 차트에서 1위에 올랐다. 그들의 곡 "Yellow"와 "Trouble"은 큰 인기를 끌어 미국과 영국의 라디오 방송국을 통해 방송되었다. 팔로폰 레이블은 이 앨범이 대략 40여만 장이 팔릴 것으로 예상했으나 크리스마스 즈음이 되자 앨범은 영국에서 160만여 장이 팔렸다. 이 앨범은 2000년 9월에 머큐리 음악상(Mercury Music Prize)에 추천되기도 했다.
유럽에서의 성공 이후 밴드는 북미에서의 두 번째 성공을 목표로 2000년 11월에 앨범을 발매하게 된다. 그들은 2001년 초에 US 클럽 투어에 착수하게 되며 캐나다 밴쿠버에서 첫 공연을 했다. 또한, 그들은 Saturday Night Live 쇼와 Late Night with Conan O'Brien, 그리고 The Late Show with David Letterman 쇼에 출연하기도 했다. Parachutes 앨범은 미국에서 천천히, 그러나 뜨겁게 인기를 끌기 시작했고 결국 더블 플래티넘 인증을 받게 된다. 앨범은 2002년 그래미 수상식에서 베스트 얼터너티브 음반상을 수상하였다.

### A Rush of Blood to the Head (2002-2004)
콜드플레이는 2001년 10월 스튜디오로 돌아와서 프로듀서 넬슨과 함께 두 번째 정규앨범 준비를 시작했다. A Rush of Blood to the Head는 2002년 8월에 발매되었다. 이 앨범이 나온 이후 발매된 싱글 "In My Place", "Clocks", "The Scientist"는 상당한 유명세를 타게 되었다.
2002년 6월에서 2003년 9월까지 밴드는 두 번째 앨범의 이름을 딴 A Rush of Blood to the Head 투어 공연을 돌게 되었다. 그들은 5개의 대륙을 돌며 공연을 했는데 그중에는 Glastonbury Festival, V2003, 그리고 Rock Werchter 페스티벌도 있었다.  투어 공연을 돌던 와중, 밴드는 라이브 DVD와 CD인 시드니 Hordern Pavilion에서 Live 2003을 녹음하게 된다.
2003년 12월, 밴드는 잡지 롤링 스톤의 독자들에 의해 2003년 올해 최고의 밴드로 뽑히게 되었다. 이 때 콜드플레이는 The Pretenders의 1983년 히트곡 "2000 Miles"를 리메이크했으며 그들의 공식 홈페이지에서 다운로드가 가능하도록 링크해두었다. 이 파일은 영국에서 가장 많은 다운로드 수를 기록한 파일이 되었고 이로 말미암은 수익은 Future Forests 와 Stop Handgun Violence 기구 등에 기부했다. A Rush of Blood to the Head는 2003년 그래미 수상식에서 베스트 얼터너티브 음악 앨범상을 받게 되었다. 2004년 그래미 어워드에서 밴드는 그들의 곡 "Clocks"로 올해의 레코드상을 또 한 번 받았다.

### X&Y (2004-2007)
투어가 끝나고, 콜드플레이는 2004년의 대부분을 언론의 관심 밖에서 휴식과 함께 3집 앨범을 녹음하면서 보냈다. 앨범에 대한 여러 음악적 영향에 대해서, 베이시스트 가이 베리맨은 "우리는 데이비드 보위, 브라이언 이노, 그리고 핑크 플로이드에서부터 디페시 모드(Depeche Mode), 케이트 부시(Kate Bush), 그리고 크라프트베르크(Kraftwerk)까지의 여러 다른 음악들을 X&Y 초기 활동 중에 많이 들었다. 우리가 흔히 그러는 것처럼 U2도."라고 말했다. 5월에는 크리스 마틴과 그의 아내, 배우 귀네스 팰트로가 그들의 딸 애플의 탄생을 맞았다.
X&Y는 2005년 6월에 유럽과 영국에서 출시되었다. 이 발매 일자는 당초에 발표되었던 발매 일자의 다음 회계연도로 늦춰진 것으로서, EMI의 주식의 폭락을 불러오기도 했다. 이 앨범은 2005년 한 해 동안 전 세계에 830만 장이 팔려서 그 해 제일 많이 팔린 음반이 되었다. 리드 싱글인 Speed of Sound는 라디오와 온라인 음악 판매 사이트에는 4월 18일에 공개되었고, CD로는 5월 23일에 발매되었다. 앨범은 전 세계 30개국에서 1위로 데뷔하였고, 영국 차트 역사상 세 번째로 빨리 팔린 앨범이었다. 두 개의 다른 싱글들도 그 해에 발매되었는데, Fix You는 9월에, Talk는 12월에 발매되었다.
"Talk"는 1981년에 독일 신스팝 밴드 크라프트베르크가 발매했고, 전해에 노르웨이의 기타리스트 에릭 월로가 재녹음했던 "Computer Love"의 멜로디로 구성되었다. 상업적인 성공에도 불구하고, X&Y에 대한 비평가들의 반응은 뉴욕 타임스의 비평가 Jon Pareles가 콜드플레이를 '근래 10년간 가장 참아주기 힘든 밴드'라고 불렀을 정도의 이전 앨범보다는 덜 열정적이었다. 콜드플레이와 U2와의 공통점이 더 늘어만 갔다. 크리스 마틴은 나중에 부정적인 평가는 그를 "자유롭게 한다"고 말했다.
2005년 6월에서 2006년 7월까지, 콜드플레이는 Coachella Valley Music and Arts Festival, Isle of Wight Festival, 글래스턴베리 페스티벌 그리고 Austin City Limits Music Festival등이 일정에 포함된 Twisted Logic 투어를 했다. 2005년 7월에는 하이드 파크의 라이브 8에 참여해서 버브의 "Bitter Sweet Symphony를 버브의 보컬인 리처드 에시크로프트와 함께 공연했다. 9월에는, "How You See the World"의 새 버전을 녹음했다. 이는 War Child의 자선 앨범인 Help!: A Day in the Life를 위해 새롭게 작사된 가사로 녹음된 것이다. 2006년 겨울에는 브릿 어워즈에서 브리티시 싱글과 마스터카드 베스트 앨범상을 수상했다.

### Viva la Vida or Death and All His Friends (2007-2010)
콜드플레이는 프로듀서로 참여한 브라이언 이노와 함께 2006년 10월 그들의 네 번째 정규 앨범 Viva la Vida or Death and All His Friends의 녹음을 시작했다. 콜드플레이는 잠시 녹음 작업에서 벗어나 2007년 초 브라질, 멕시코, 아르헨티나, 칠레에서 투어를 하기도 했다. 그들은 라틴 아메리카와 스페인에서 투어를 하며 교회에서 녹음을 한 후 히스패닉의 영향 받았음과 더불어 발전했음을 보여주었다. 밴드는 주로 프로듀서 브라이언 이노와 녹음 외의 활동에서도 함께 했다.
보컬 크리스 마틴은 Viva la Vida에서의 콜드플레이의 방향을 이렇게 묘사했다. "'삼부작'이라고 불렸던 이전 세 앨범으로부터의 변화." 그는 자신의 목소리의 낮은 음역대를 우선함으로써 이 앨범에서는 가성을 많이 사용하지 않았다고 말했다. 《Violet Hill》 은 왜곡된 기타 리프와 블루스적인 저음을 포함했다. 처음 싱글로 발매된 《Violet Hill》은 2008년 4월 29일 라디오에서 방송된 후 발매됐다. 처음 방송된 후, 《Violet Hill》은 콜드플레이 홈페이지에 무료로 다운 받을 수 있도록 게재되었다. 게재 첫 주 만에 200만 번의 다운로드를 달성했다. 《Violet Hill》은 영국 차트에서 10위, 미국 차트에서 40위로 진입했고, 전 세계에서도 좋은 차트를 냈다. 타이틀 곡 《Viva la Vida》는 아이튠즈에서만 공개되었다. 이 곡으로 콜드플레이는 빌보드 핫 100 차트에서 처음으로 1위에 등극하고, 영국에서는 다운로드 성적만으로 1위에 등극했다. 2008년 6월 15일 Viva la Vida or Death and All His Friends가 판매 시작 3일 만에 영국 앨범 차트에 정상 등극하고 삼십만 이천 장을 팔아치웠다. 이에 BBC는 "영국 역사상 가장 빨리 팔린 앨범"이라고 칭송했다. 6월이 끝나갈 즈음, 이 앨범은 가장 많이 다운로드 받은 앨범의 기록을 갈아 치웠다. 6월 16일 콜드플레이는 영국 런던 브릭스톤 아카데미에서 무료 콘서트를 시작으로 Viva la Vida 투어를 시작했다. 이틀 뒤 BBC 텔레비전 센터 밖에서도 45분 동안 라이브 콘서트를 가졌다.
2008년 10월, 콜드플레이는 Viva la Vida or Death and All His Friends가 최고의 앨범 부문으로, 그들의 평화적이고 봉사적인 행동으로 두 개의 Q 상을 받았다. 10월 16일 BBC 라디오 1채널에서 제인 로와 함께 인터뷰하는 동안 크리스 마틴은 2009년 콘서트를 영국 허트포드셔 주 넵워스 하우스에서 주최하려고 노력했었다고 말했다.
2008년 11월 Viva la Vida or Death and All His Friends에 뒤이어 EP Prospekt's March가 발매되었다. 이 앨범의 트랙들은 대부분 Viva la Vida or Death and All His Friends 세션에서 구상됐으며, Viva la Vida or Death and All His Friends의 곡들을 몇 곡 사용하기도 했다. 이 앨범은 다음 Viva la Vida or Death and All His Friends 에디션에서도 보너스 디스크로 동봉되었다.
2008년 680만 장의 판매고로 전 세계 앨범 판매량 1위를 달성했다.
2009년 1월 20일 브릿 어워드 시상식에서 콜드플레이는 이 앨범으로 영국을 빛낸 그룹 상, 베스트 싱글 상(Viva la Vida), 베스트 라이브 상, 베스트 앨범 상(Viva la Vida or Death and All His Friends)을 받았다. 2009년 2월 8일에 거행된 제51회 그래미상에서 앨범과 노래 '비바 라 비다(Viva la Vida)'로 올해의 노래, 록 앨범상, 듀오ㆍ그룹 팝 퍼포먼스상 등 3개 부문을 받았다.
2009년 2월 2일 Life in Technicolor II가 싱글로 발매되었다.
2009년 3월 14일 콜드플레이는 시드니 크리켓 그라운드에서 열린 사운드 릴리프 록 콘서트에서 오프닝 밴드로 연주했다. 사운드 릴리프 콘서트는 오스트레일리아의 빅토리아 산불과 퀸스랜드 홍수의 희생자들을 지원하기 위한 콘서트다. 오스트레일리아 시드니에서 열린 이 콘서트에는 콜드플레이와 함께 에스키모 조, 후두 구루스, 아이스하우스, 조쉬 파이크, 리틀 버디, 프리세츠, 울프마더, 유 앰 아이, 킹스 오브 레온과 여러 음악가들이 참여했다.
2009년 5월 1일 라이브 앨범 LeftRightLeftRightLeft이 콜드플레이 공식 웹사이트에 무료로 다운받을 수 있도록 게재되었다. 이 앨범의 모든 트랙들은 그들이 투어를 도는 동안 녹음되었다.
2009년 밴쿠버에서 6월 20일부터 21까지 있었던 콘서트에서 그들은 그들의 라이브 동영상 앨범을 찍기 위한 장면을 이곳에서 촬영했다고 말했다. 투어를 도는 동안 찍혔던 영상들만이 앨범에 실릴 것이라고도 말했다.
2010년 12월 1일 크리스마스 싱글 "Christmas Lights"를 발매했다.

### Mylo Xyloto (2010-2012)
2011년 10월 25일, 콜드플레이는 자신의 정규 5집 앨범인 Mylo Xyloto를 발매하였다. 마일로(Mylo)라는 소년과 자일로토(Xyloto)라는 소녀의 사랑 이야기를 컨셉으로 하였다고 한다.

### Ghost Stories (2013-2014)
정규 앨범이 발매되기 전 콜드플레이는 영화 《헝거 게임: 캣칭 파이어》의 삽입곡으로 널리 알려진 싱글 "Atlas"을 발매하였다. 이 싱글은 콜드플레이가 처음으로 OST에 참여한 곡이기도 하다.
2014년 5월 19일, 콜드플레이는 자신의 정규 6집 앨범 Ghost Stories를 발매하였다.
정규 앨범 발매 이후 발표된 싱글 "Miracles"는 영화 《언브로큰》의 OST이다.

### A Head Full of Dreams (2015-2018)
2015년 12월 4일 정규앨범 A Head Full of Dreams를 발매했다.
2017년 4월 15일부터 4월 16일까지 이틀에 걸쳐 서울종합운동장에서의 첫 내한공연이 열렸다.
2017년 6월 14일 EP앨범 Kaleidoscope를 발매했다.

### Everyday Life (2019-2020)
2019년 11월 22일, 콜드플레이의 8번째 스튜디오 앨범인 Everyday Life를 발매했다.

### Music of the Spheres (2021-현재)
2021년 5월 7일, 9번째 스튜디오 앨범을 앞두고 첫 번째 싱글 Higher Power를 발매했다. 앰비규어스댄스컴퍼니와 협업한 공식 댄스 비디오로 화제를 모은 바 있다.
7월 20일, 10월 15일 발매될 Music of the Spheres라는 제목을 가진 스튜디오 앨범 세부사항이 밝혀졌고 23일에는 프로모셔널 싱글인 Coloratura를 발매했다.
9월 24일, 방탄소년단과 협업한 두 번째 싱글 My Universe를 발매했다.

## 구성원
- 크리스 마틴(Chris Martin) - 리드 보컬, 피아노, 키보드, 기타, 하모니카, 바이올린
- 조니 버클랜드(Jonny Buckland) - 기타, 하모니카, 백 보컬, 첼로
- 가이 베리먼(Guy Berryman) - 베이스 기타, 신디사이저, 백보컬, 하모니카, 콘트라베이스
- 윌 챔피언(Will Champion) - 드럼, 북 , 피아노, 백 보컬, 어쿠스틱 기타, 비올라

## 음반 목록
| 2000년 7월 10일  | 《Parachutes》                                | 1 | 51 |
| 2002년 8월 26일  | 《A Rush of Blood to the Head》               | 1 | 5  |
| 2005년 6월 7일   | 《X&Y》                                       | 1 | 1  |
| 2008년 6월 17일  | 《Viva la Vida or Death and All His Friends》 | 1 | 1  |
| 2011년 10월 25일 | 《Mylo Xyloto》                               | 1 | 1  |
| 2014년 5월 19일  | 《Ghost Stories》                             | 1 | 1  |
| 2015년 12월 4일  | 《A Head Full of Dreams》                     | 1 | 2  |
| 2019년 11월 22일 | 《Everyday Life》                             | 1 | 7  |
| 2021년 10월 15일 | 《Music of the Spheres》                      | 1 | 4  |
| 2024년 10월 4일  | 《Moon Music》                                |   |    |

## 수상 목록
- 2021년 멜론뮤직어워즈 베스트 컬래버레이션 (with 방탄소년단)

## 같이 보기
- 가장 많은 음반을 판 음악가 목록